# Кашин, Владимир Николаевич
Влади́мир Никола́евич Ка́шин (26 февраля [10 марта] 1890; Тифлис, Российская империя — 15 апреля 1938; Ленинград, СССР) — советский историк, доктор исторических наук, профессор. Старший научный сотрудник Ленинградского отделения Института истории АН СССР и профессор кафедры истории народов СССР исторического факультета Ленинградского государственного университета. Специалист в области социально-экономической истории России. Участник революционного движения (меньшевик), штурма Зимнего дворца и Гражданской войны в России.

## Биография

### Молодые годы
В. Н. Кашин родился 26 февраля (10 марта) 1890 года в Тифлисе. Мать умерла, когда ему было около полутора лет. Отец — из крестьян, будучи «на горной службе» получил личное дворянство, в конце 1890-х годов переехал в Томск, где служил делопроизводителем в управлении местной железной дороги, умер в 1900 году.
Во время учёбы в 6-м классе Томского реального училища В. Н. Кашин вошёл в революционный кружок близкий местной организации Российской социал-демократической рабочей партии. Во время погромов в октябре 1905 года участвовал в городской самообороне. 26 июня 1906 года В. Н. Кашина задержали за раздачу в лагере Томского военного гарнизона листовок революционного содержания. Провёл 3 месяца под стражей, но был оправдан судом как несовершеннолетний и продолжил обучаться в училище. В мае 1907 года за продолжение революционной деятельности по распоряжению Томского жандармского управления был исключён из училища без права поступления в учебные заведения, а после выслан из города.
В том же 1907 году В. Н. Кашин уехал в Челябинск, где примкнул к местной РСДРП. 15 июня он подвергся аресту Челябинским жандармским отделением, а осенью того же года после третьего ареста был отдан под суд за принадлежность к РСДРП и приговорён к 4 годам каторжных работ, которые были заменены ему «вечным поселением» в Сибирь, в деревню Бельская Пинчугской волости Енисейской губернии.
В августе 1909 года В. Н. Кашин, вместе с Г. К. Орджоникидзе, совершил побег и обосновался в центральной России. В следующем 1910 году он во избежание очередного ареста уехал в Финляндию, где с 1912 года преподавал русский язык в одной из частных школ. В 1914 году он оказался в Австралии.

### После Февральской революции
В 1917 году после Февральской революции В. Н. Кашин вернулся в Петроград. В ночь с 25 на 26 октября участвовал в штурме Зимнего дворца. Зимой 1917/1918 годов «под влиянием положения дел на внешних фронтах» критиковал политику большевиков. После некоторых колебаний, в августе 1918 года вступил в Красную армию инструктором красноармейских школ по подготовке низшего комсостава отдельной Петроградской бригады. В октябре 1919 года В. Н. Кашина назначили на должность заведующего лекторской секцией Политотдела войск Петроградского укреплённого района. В мае 1920 года он был переведён в политотдел 7-й армии, а в сентябре того же года назначен учебным секретарём Военно-политического красноармейского института им. Н. Г. Толмачёва. В 1921—1925 годах преподавал на Военно-морских политкурсах Балтфлота, в 1924—1925 — на рабфаке Ленинградского института гражданских офицеров, а также в 1-й Ленинградской артиллерийской школе им. Красного Октября.
С разрешения Военного округа В. Н. Кашин в 1923 году экстерном окончил факультет общественных наук Петроградского университета, где занимался в семинаре Б. Д. Грекова, и был оставлен при кафедре русской истории для подготовки к профессорскому званию, а также определён в качестве сотрудника Исторического исследовательского института при Университете. В 1926 году он демобилизовался в запас из Красной армии, после чего преподавал в Ленинградском институте живых восточных языков, Сельскохозяйственном и Лесном институтах.
С 1927 по 1929 год В. Н. Кашин являлся научным сотрудником Ленинградского института марксизма-ленинизма (с 1929 — Ленинградское отделение Коммунистической академии), С ноября 1929 по ноябрь 1930 года работал старшим научным хранителем Рукописного отдела Библиотеки АН СССР. С 1931 года он — действительный член историко-бытового отдела Русского музея, а в 1932 году был назначен заместителем директора по научной работе. В том же году В. Н. Кашин был избран действительным членом Государственной Академии истории материальной культуры.
21 января 1933 года В. Н. Кашин был арестован. Ему было предъявлено обвинение в том, что он состоит членом контрреволюционной организации. Во время обыска в его квартире нашли листовку с программой некоей подпольной контрреволюционной молодёжной организации «Путь Ленина». В ней, в частности, содержалось:
За что мы боремся?

Наши требования.
1. Произвести реорганизацию Политбюро ЦК ВКП(б) и соответствующие изменения в высших советских организациях.
2. Отстранить Сталина и некоторых других членов Политбюро от политической работы. Ввести в Политбюро часть б[ывших] членов, а также руководителей ВКП(б) — «Путь Ленина». Полностью восстановить внутрипартийную демократию <…>. Абсолютно не применять никаких репрессий и нажимов на тех членов партии, которые в период дискуссии не были согласны с большинством. После принятия решения все без исключения должны ему подчиняться.
3. После реорганизации Политбюро через два месяца, полностью ликвидировать голод.

<…>
Сам В. Н. Кашин на допросе показал, что листовку он получил ещё в декабре 1932 года от студента рабфака Института прядильных культур И. З. Савицкого, с просьбой дать ему своё заключение. Между тем, 8 мая того же года В. Н. Кашин, в числе других 16 проходивших по этому делу человек (включая И. З. Савицкого), был освобождён из под стражи.
Арест и следствие первоначально не сильно сказались на служебной и научной карьере В. Н. Кашина. Он продолжил работу в ГАИМК, но из Русского музея ему пришлось уйти. В 1934 году В. Н. Кашин был приглашён в Ленинградский государственный университет в качестве профессора кафедры истории народов СССР исторического факультета, где читал курс лекций по социально-экономической истории России XVIII—XIX веков, а также вёл семинар по эпохе Петра I. В феврале того же года он был принят на должность старшего специалиста Историко-археографического института АН СССР, где возглавил сектор истории России XVIII — первой половины XIX веков. В 1935 году В. Н. Кашину без защиты диссертации была присвоена учёная степень доктора исторических наук, а также звание профессора. По реорганизации ИАИ и учреждения на его базе в августе 1936 года Ленинградского отделения Института истории АН СССР В. Н. Кашин был переведён в него на должность старшего научного сотрудника и назначен руководителем группы истории позднего феодализма и зарождения капитализма Археографического сектора ЛОИИ АН СССР.

### Арест и расстрел
10 марта 1937 года на кафедре истории СССР исторического факультета ЛГУ состоялось заседание, на котором были рассмотрены высказывания В. Н. Кашина 11 февраля того же года на одном из семинаров для студентов 4-го курса истфака (Ванцевича, Кукуричи, Соловьёва, Муравьёва и Грациани). В. Н. Кашин в частности отмечал, что в годы Гражданской войны И. В. Сталин ещё не был вождём Коммунистической партии, а им был тогда В. И. Ленин. Он также давал оценки Гражданской войны, не совпадающие с идеологией формирующегося сталинизма:

«Разве за Сталиным шло всё крестьянство? Если это сказать, то это будет чепуха. Крестьянство в массе своей шло за белыми генералами. Но благодаря тому, что белые генералы не смогли удовлетворить их, они переходили на сторону Советской власти. <…> Рабочий класс — сознательный, он даже строил социализм, будучи голодным».
Кроме этого, говоря о «героической борьбе Красной армии», В. Н. Кашин приводил примеры, когда «целые дивизии и полки переходили на сторону белых, а потом уже поодиночке и малыми группами возвращались обратно». По воспоминаниям В. Н. Кашина на сторону белых перешёл и его полк, а сам он спасся потому, что его рота шла последней.
Наиболее резко против В. Н. Кашина на заседании 10 марта выступали профессор С. В. Вознесенский и доцент Г. В. Абрамович, которые указывали на «антисоветские» мотивы его высказываний на семинаре 11 февраля, и им удалось настоять на увольнении В. Н. Кашина из ЛГУ.
После этого В. Н. Кашиным заинтересовались по месту его основной работы в ЛОИИ АН СССР. 14 марта была организована специальная комиссия по рассмотрению его дела в составе: С. Н. Валка, М. П. Вяткина, М. А. Коростовцева, У. А. Шустера, Кузнецовой и В. В. Струве. Её целью было «установить точные формулировки» высказываний В. Н. Кашина на том семинаре. 21 марта в ЛОИИ состоялось общее собрание его сотрудников и ряда приглашённых лиц (59 человек), на котором председатель специальной комиссии М. А. Коростовцев расценил слова В. Н. Кашина как грубую политическую ошибку «троцкистско-меньшевистского характера». Сам В. Н. Кашин утверждал, что он совершил педагогическую, а не политическую ошибку и уверял в том, что студенты не так его поняли. Из всех присутствующих на собрании в защиту В. Н. Кашина выступили только академик Б. Д. Греков, Г. Е. Кочин, С. К. Хворостин и А. В. Пруссак. Последняя, при этом, недвусмысленно указывала на клеветнический характер кампании против В. Н. Кашина. Из сотрудников ЛОИИ особо резко против него выступали Г. В. Абрамович и А. И. Молок. Мнение Б. Д. Грекова, как директора ЛОИИ, имело значительное влияние, но характер выступлений на том собрании определял прибывший на него секретарь парткома ленинградских академических учреждений С. А. Антонов (в 1927—1935 гг. в ОГПУ—НКВД), которому содействовали сотрудники Института русской литературы А. И. Аникин и В. Г. Гуляев (предположительно члены парткома).
На собрании С. А. Антонов инициировал резолюцию, которая констатировала:
1. Факт «контрреволюционного выступления» В. Н. Кашина на семинаре в университете (56 голосов — «за», 3 — воздержались);
2. Несовместимость этого выступления «со званием советского учёного» (59 — «за», воздержавшихся — нет);
3. Необходимость доведения об этом решении до дирекции института и Президиума АН СССР (58 — «за», 1 — воздержался).

11 апреля В. Н. Кашин был освобождён от должности заведующего группой истории позднего феодализма и зарождения капитализма Археографического сектора ЛОИИ АН СССР, а 13 апреля был уволен из института.
15 апреля последовал арест В. Н. Кашина. В ходе проведённого 17 апреля допроса на требование «правдиво» рассказать следствию о своей контрреволюционной деятельности он заявил, что «никакой контрреволюционной деятельности я не вёл, и ни с кем из участников контрреволюционной троцкистско-зиновьевской организации, кроме знакомства по совместной работе, никаких связей не поддерживал». В том же духе он отрицал и предъявленные ему обвинения на допросе 3 июня. 7 июня В. Н. Кашину уже предъявляли обвинение в принадлежности его к «меньшевистской» (РСДРП) организации «Путь Ленина», по делу которого он уже проходил в 1933 году. В. Н. Кашин вынужден был признать, что являлся её членом, но отказался от признания своей руководящей роли в ней.
1 июля В. Н. Кашину пришлось пройти медицинское обследование, в ходе которого у него был зафиксирован реактивный психоз. В результате 10 июля следствие по его делу было приостановлено, а сам он направлен в тюремную психиатрическую больницу.
В начале ноября В. Н. Кашина выписали из психбольницы и следствие по его делу было возобновлено. 17 ноября ему было предъявлено обвинительное заключение:
а) входил в состав руководящего ядра контрреволюционной меньшевистской организации молодёжи;
б) участвовал в составлении программы организации;
в) ориентировал контрреволюционную организацию на более активные методы борьбы с руководством ВКП(б) и Соввласти;
г) имел контрреволюционную связь с участниками троцкистско-зиновьевской террористической организации.
Следственное дело (№ 32231-37 г.) было передано на рассмотрение в Военную коллегию Верховного суда СССР, а 18 февраля 1938 года В. Н. Кашин был приговорён к высшей мере наказания с конфискацией имущества и в тот же день расстрелян.
После приговора архив В. Н. Кашина был полностью уничтожен сотрудниками НКВД. Не сохранилось и его фотокарточки. В дальнейшем некоторые труды и публикации материалов, в работе над которыми принимал участие В. Н. Кашин, были изданы без указания его имени.
20 октября 1956 года постановлением ВКВС СССР В. Н. Кашин был реабилитирован.

## Научные направления
Основной сферой научных интересов В. Н. Кашина была социально-экономическая история России XVIII — первой половины XIX веков, которая определилась им ещё в середине 1920-х годов под влиянием его университетских учителей Б. Д. Грекова и особенно А. И. Заозерского.
В. Н. Кашин — автор ряда исследований про крестьян-землевладельцев в середине XIX в. Вопреки общим представлениям о препятствии крепостного права развитию капиталистических отношений в деревне, автор показал заметную имущественную дифференциацию деревни и быстро развивающиеся товарно-денежные отношения, несмотря на сохранявшуюся личную зависимость от помещиков. Большое внимание он также уделял изучению проблем крестьянского землевладения, истории организации оружейной промышленности в России и истории промыслового хозяйства.

## Семья
- 1-я жена — Ксения Николаевна (в девичестве Кабардина, 1897—1935)[34] — преподавательница[35].
  - Сын — Георгий (1926—2005)
- 2-я жена (с 1936) — Ксения Николаевна Сербина (1903—1990)[34] — доктор исторических наук, старший научный сотрудник ЛОИИ АН СССР. 11 мая 1938 года была арестована как «жена врага народа» и 19 июня приговорена к 3 годам АЛЖИРа, однако благодаря хлопотам отца и, по-видимому, Б. Д. Грекова 11 ноября того же 1938 года была освобождена[36].